# Prix Timoko
Prix Timoko är ett travlopp för 2-åriga varmblod (hingstar) som körs på Vincennesbanan utanför Paris i Frankrike varje år. Det går av stapeln i slutet av november. Det är ett Grupp 3-lopp, det vill säga ett lopp av tredje högsta internationella klass. Loppet körs över distansen 2200 meter med voltstart. Den samlade prissumman i loppet är 60 000 euro, varav 27 000 euro till vinnaren.

## Vinnare
| År   | Häst              | Efter             | Kusk                  | Tränare                 | Tid    |
| ---- | ----------------- | ----------------- | --------------------- | ----------------------- | ------ |
| 2024 | Monzon Normand    | Hohneck           | Yoann Lebourgeois     | Philippe Allaire        | 1'16'0 |
| 2023 | Lemon Tree        | Face Time Bourbon | Benjamin Rochard      | William Bigeon          | 1'14'6 |
| 2022 | Kamehameha        | Uniclove          | Éric Raffin           | Tomas Malmqvist         | 1'14'9 |
| 2021 | Juninho Dry       | Carat Williams    | Paul Philippe Ploquin | Sébastien Guarato       | 1'15'4 |
| 2020 | Italiano Vero     | Ready Cash        | David Thomain         | Philippe Allaire        | 1'15'4 |
| 2019 | Helgafell         | Charly du Noyer   | Éric Raffin           | Philippe Allaire        | 1'15'8 |
| 2018 | Gotland           | Ready Cash        | Éric Raffin           | Philippe Allaire        | 1'16'9 |
| 2017 | Fabriz du Gite    | Tabriz du Gite    | Franck Ouvrie         | Rodolphe Barette        | 1'16'1 |
| 2016 | Eridan            | Ready Cash        | David Thomain         | Sébastien Guarato       | 1'15'7 |
| 2015 | Django Riff       | Ready Cash        | Yoann Lebourgeois     | Philippe Allaire        | 1'15'6 |
| 2014 | Celebrissime      | Password          | Yoann Lebourgeois     | Philippe Allaire        | 1'15'6 |
| 2013 | Brillantissime    | Ready Cash        | Jos Verbeeck          | Philippe Allaire        | 1'15'4 |
| 2012 | Akim du Cap Vert  | First de Retz     | Franck Anne           | Franck Anne             | 1'15'7 |
| 2011 | Valentin du Gite  | Iton du Gite      | Bernard Piton         | Jean Lelievre           | 1'15'6 |
| 2010 | Uno la Chesnaie   | Prince d'Espace   | Éric Raffin           | Sébastien Guarato       | 1'15'7 |
| 2009 | Tucson            | Coktail Jet       | Jos Verbeeck          | Philippe Allaire        | 1'17'9 |
| 2008 | So Lovely Girl    | Kaisy Dream       | Tony Le Beller        | Fabrice Souloy          | 1'16'8 |
| 2007 | Rossini des Jipes | Bon Conseil       | Tony Le Beller        | Nicolas Catherine       | 1'18'8 |
| 2006 | Quick Wood        | Love You          | Jean-Pierre Dubois    | Jean-Pierre Dubois      | 1'18'1 |
| 2005 | Prince d'Espace   | Himo Josselyn     | Jean-Michel Bazire    | Sébastien Guarato       | 1'17'6 |
| 2004 | Olimede           | Ganymede          | Jean-Michel Bazire    | Fabrice Souloy          | 1'16'9 |
| 2003 | Niky              | Viking's Way      | Jean-Michel Bazire    | Laurent-Claude Abrivard | 1'17'5 |
| 2002 | Mon Bellouet      | Hello Jo          | Jean-Michel Bazire    | Fabrice Souloy          | 1'19'6 |
| 2001 | L'Artiste         | Ever Jet          | Jean-Étienne Dubois   | Jean-Étienne Dubois     | 1'17'7 |
| 2000 | Ksar d'Algot      | Capriccio         | Dominik Locqueneux    | Piérre Desire Allaire   | 1'18'9 |